# Кёкусинкай
Кёку́синкай (яп. 極真会, «общество высшей истины»), также киокусинкай, киокушинкай или кёку́син (яп. 極真, «высшая истина»), — стиль карате, основанный Масутацу Оямой в 1950-х годах. Кёкусинкай считается одной из самых трудных и жёстких разновидностей карате.

## Описание
Стиль кёкусинкай был создан в противовес множеству бесконтактных школ и самому принципу «карате без контакта». Демонстрируя миру мощь реального карате, кёкусинкай постепенно завоевал популярность во многих странах, а позже лёг в основу ряда других контактных стилей карате.
Для основателя кёкусинкай Масутацу Оямы смысл всей его подвижнической жизни заключался в возрождении карате как воинского искусства. Провозглашая идеал будо-карате, Ояма отделял всю систему воинского воспитания и практики от спорта, следуя воинским традициям Японии и духу бусидо. Однако возрождение карате как будо (военного дела) сочеталось с массовой его пропагандой как «карате для миллионов», в том числе далеко за пределами Японии.

## Символы

### Иероглифический символ Кёкусинкай

Как правило, кандзи «кёкусинкай» изображаются в каллиграфическом исполнении.
Слово «кёкусинкай» состоит из трёх иероглифов:
- кёку (яп. 極, предел, полюс);
- син (яп. 真, правда, действительность, реальность, истина);
- кай (яп. 会, организация, общество, союз).

Наиболее часто встречаемая в литературе трактовка символа «Кёкусинкай» — союз абсолютной истины, хотя встречаются и такие переводы как, например, «общество предельной реальности».

### Символ канку

Символ канку

Символ канку происходит из ката Канку-дай. В этой ката руки поднимаются по кругу, как бы очерчивая небо, и так формируется символ. Точки в канку представляют пальцы и обозначают пределы или пики. Толстые секции представляют запястья и обозначают силу. Центр представляет бесконечность, обозначая глубину. Символ вписан в круг и заключён в нём, что обозначает текучесть и круговое движение.
При жизни Оямы канку являлось символом международной организации кёкусинкай и ассоциировалось с самим стилем кёкусинкай. Однако появившиеся в середине 90-х годов федерации, развивающие кёкусинкай, имели свои собственные символы (например, «большая волна» у IFK, «кокоро» у WKO, «вихрь» у IBK).

## Ритуальные поклоны
В начале и конце занятия, при входе в додзё и выходе из него, а также перед каждым кумите выполняются ритуальные поклоны, выражающие уважение к учителю, ученикам, тренировочному залу и символам Кёкусинкай. Различают следующие виды ритуальных поклонов:
- синдзэн ни рэй (яп. 神前に礼, поклон «алтарю» школы, духу карате; дословно «поклон перед богами»)
- сихан ни рэй (яп. 師範, поклон сихану, с 5-го дана и выше)
- сэнсэй ни рэй (яп. 先生に礼, поклон учителю, с 3-го дана и выше)
- сэмпай ни рэй (яп. 先輩に礼,  — поклон старшему, от сёдан до нидан)
- отагай ни рэй (яп. お互いに礼, поклон друг другу, дословно: «поклон сопернику»).

## Система степеней
Как в большинстве воинских искусств Японии, в кёкусинкай различают ученические (кю) и мастерские (даны) степени. В кёкусинкай десять кю (10-й кю является самым младшим, 1-й — старшим) и десять данов (1-й дан — младший, 10-й — старший). Каждой степени соответствует пояс определённого цвета с одной или несколькими поперечными полосками (либо без таковых), нашитыми на правый конец пояса. Традиционно данам соответствует чёрный пояс. На чёрный пояс нашиваются жёлтые (золотые) полоски, число которых соответствует дану (с первого по девятый). Десятому дану соответствует красный пояс.
Система цветности ученических поясов (кю) значительно отличается от системы цветности поясов в других боевых искусствах и имеет более глубокое значение, чем простой переход от светлого цвета к более тёмному при увеличении степени. Цвета ученических поясов объединены в пять групп, имеющих один цвет, причём на пояс, соответствующий более старшему кю, нашивается полоска цвета более старшей группы (исключение — пояс 1-го кю имеет жёлтую полоску, хотя иногда можно увидеть и чёрную). Ниже приводится система цветности ученических поясов с описанием смысла цвета.
| 10 кю (белый или оранжевый пояс)                   |  | чистота и незнание           |
| 9 кю (белый или оранжевый пояс с голубой полоской) |  |                              |
| 8 кю (голубой пояс)                                |  | цвет неба при восходе Солнца |
| 7 кю (голубой пояс с жёлтой полоской)              |  |                              |
| 6 кю (жёлтый пояс)                                 |  | восход Солнца                |
| 5 кю (жёлтый пояс с зелёной полоской)              |  |                              |
| 4 кю (зелёный пояс)                                |  | распустившийся цветок        |
| 3 кю (зелёный пояс с коричневой полоской)          |  |                              |
| 2 кю (коричневый пояс)                             |  | зрелость                     |
| 1 кю (коричневый пояс с золотой полоской)          |  |                              |
| 1—9 дан (чёрный пояс)                              |  | мудрость                     |
| 10 дан (красный пояс)                              |  |                              |

Цвет поясов, соответствующих 10 и 9 кю, в различных организациях может быть разным. В организациях, преимущественно развившихся из IKO, он оранжевый, в организациях, преимущественно развившихся из IFK, — белый.

## Экзамены
Для присвоения ученических и мастерских степеней претенденты должны сдать экзамены, включающие тесты на знание базовой техники, ката, упражнения на силу и выносливость, кумите, тамэсивари. В устной форме может спрашиваться знание теории и философии карате.
Для сдачи экзамена на ту или иную степень претендент обязан выполнить также и требования на все предыдущие степени. Так, претенденту на 6-й кю нужно продемонстрировать знание техники, ката и теории с 10-го по 6-й кю.
Претендент, успешно сдавший все тесты, получает сертификат с указанием защищённой степени, запись в будо-паспорте и право носить пояс соответствующего цвета.
Одним из высших достижений и самым сложным экзаменом в Кёкусинкай считается прохождение теста 100 боёв — хякунин-кумите.

## Номенклатура
- кохай (яп. 後輩 ко:хай, младший);
- сэмпай (яп. 先輩, старший);
- сэнсэй (яп. 先生, учитель, мастер, обладающий 3—4 даном; в исключительных случаях — также 1—2 даны);
- сихан (яп. 師範, мастер с 5—7 даном);
- ханси (яп. 範士, мастер с 8—9 даном);
- кантё (яп. 官庁 кантё:, мастер-наставник всей организации);
- сосай (яп. 総裁 со:сай, шеф, директор всей организации).

## Общие термины
- кумите — «встреча рук», спарринг
- иппон-кумите (яп. 一本組み手) — учебный спарринг на один шаг
- самбон-кумите (яп. 三本組み手) — учебный спарринг на три шага
- додзё — «место, где ищется путь», тренировочный зал
- ката — «форма», технический комплекс
- киай (яп. 気合) — крик, сопровождающий сконцентрированный удар
- кихон — базовая техника
- осс, оссу (яп. おっすっ、おっす) — слово, сопровождающее все поклоны, а также подтверждающее готовность к бою
- оби — пояс
- рэй (яп. 礼) — поклон

## Ката
В карате Кёкусинкай изучаются следующие ката:
- Тайкёку 1, 2, 3 — созданы Гитином Фунакоси в 1940-х годах для обучения новичков
- Тайкёку 1, 2, 3-ура (те же ката Тайкёку, только основные перемещения выполняются не простым шагом, а с разворотом через спину)
- Пинан 1, 2, 3, 4, 5 — созданы Анко Итосу путём упрощения более сложных китайских форм
- Пинан 1, 2, 3, 4, 5-ура (те же ката Пинан, только основные перемещения выполняются не простым шагом, а с разворотом через спину)
- Сантин-но-ката
- Янцу
- Сайфа (Сайха)
- Цуки-но-ката
- Тэнсё
- Гэкусай-дай
- Гэкусай-сё
- Сэйентин
- Канку-дай
- Гарю
- Сэйпай
- Суси хо

## Форма одежды
Стилем Кёкусинкай, как и многими другими видами восточных единоборств, занимаются в доги (или кэйкоги), часто неправильно называемым кимоно, состоящем из штанов, куртки свободного покроя и пояса. Используется доги только белого цвета, а цвет пояса должен соответствовать степени занимающегося. Доги для кёкусинкай несколько отличается от традиционного, имея более короткие рукава — примерно до локтей или чуть ниже. Такой покрой часто называют покроем в стиле Ояма, он так же характерен для стилей, произошедших от Кёкусинкай (асихара-карате, кудо, сэйдокай, энсин).
Доги и пояс имеют нашивки, определяемые конкретной федерацией и школой. Но, как правило, для всех школ характерна нашивка в виде каллиграфии «кёкусинкай» на левой стороне груди.

## Карате кёкусинкай в Европе
Основателем кёкусинкай в Европе считается Йон Блюминг. 2 января 1962 года Йон Блюминг по поручению Масутацу Оямы создаёт первую европейскую ассоциацию карате, названную NKA (Netherlands Karate Association). Имя Йона Блюминга становится неотделимо от ещё молодого европейского карате. Под его руководством новая школа быстро набирала силу и популярность. В начале 70-х Йон Блюминг оставляет лидерство в организации своим ученикам, а сам создаёт новую организацию Кёкусин Будокай Карате.
Британское карате Кёкусинкай было основано в 1965 году после возвращения Стива Арнейла и Боба Боултона из Японии, где они изучали Кёкусинкай в токийском хомбу. Благодаря глубоким познаниям и усилиям сихана Стива Арнейла (ныне 10-й дан) британская организация достигла больших успехов. Она известна высоким уровнем проведения нокдаун-турниров по правилам полноконтактного спарринга. Однако в ней проводятся также соревнования по ката и по кумите — по правилам ВУКО и кликера (что является новшеством в Кёкусинкай). Британское карате Кёкусинкай является членом-основателем Международной Федерации карате IFK.

## Карате Кёкусинкай в России
Основоположником карате кёкусинкай в СССР является Александр Танюшкин (8-й дан IFK). Будучи в Польше в служебной командировке, Танюшкин познакомился в Кракове с Анджеем Древняком и вместе с ним стал заниматься карате. Через некоторое время, узнав о существовании карате стиля кёкусинкай, Танюшкин и Древняк написали письмо Масутацу Ояме и по его указанию стали сотрудничать с президентом Европейской организации Кёкусинкай Люком Холландером. Первую секцию кёкусинкай в СССР он открыл в Москве в 1973 году. К концу 1970-х годов в стране сформировалась школа, имеющая представителей во всех крупных регионах. После снятия почти 10-летнего запрета на карате в 1989 году появилась Федерация кёкусинкай СССР. Основателем её был Танюшкин.
За период работы национальной организации карате кёкусинкай вошло в систему спортивной классификации страны как официальный вид спорта (1990), а развитие достигло международного уровня. В 1993 году Федерация кёкусинкай России одной из первых вошла в новую Международную федерацию карате (IFK). По поручению IFK на базе российской национальной организации был создан Евро-азиатский Комитет (ЕАК), представляющий IFK на территории бывшего СССР. Его возглавил С. Степанов. Комитет просуществовал до 1998 года, проведя за это время 6 международных турниров класса «А».
После смерти Масутацу Оямы в 1994 году и раскола кёкусинкай, с конца 1990-х годов в России начинают развиваться и другие федерации кёкусинкай, представляющие различные международные организации:
- Федерация кекушин карате России (ФККР), представляющая Всемирную организацию синкёкусинкай, WKO.
- Российская национальная Федерация Киокушинкай карате (РНФКК), представляющая Международную организацию Киокушинкай, IKO, лидер Сёкей Мацуи[2]
- Федерация Киокусинкайкан России (ФКР), представляющая Международную организацию Киокушинкай, IKO, лидер Сёкей Мацуи (до 2013 года — Федерация Киокушинкайкай карате России)[3]
- Федерация Кёкусинкай России (ФКР), представляющая Международную Федерацию Кёкусинкай[4], IFK, лидер Стив Арнейл[5]
- Федерация Кёкусинкан карате России (ФККР), представляющая Международную организацию Кёкусинкау, KI, лидер Хацуо Рояма[6]

Эти пять Федераций объединены в Ассоциацию Киокусинкай России, аккредитованную Министерством спорта и возглавляемую Юрием Трутневым (в настоящее время — заместитель председателя правительства РФ, полномочный Представитель президента РФ на Дальнем Востоке).
С 2019 году в России создан альтернативный Альянс "Отрытый киокушин" , объединяющий многие организации, не входящие в Ассоциация киокусинкай России, в частности:
- Союз Киокушин Каратэ России, Рэнгокай (Киокушин Юнион) [9]
- Федерация Киокусинкай Фулл-контакт каратэ России, Киокушин-профи
- Российский Союз Каратэ Кёкусинкайкан, Kyokushin World Way [10]
- Федерация Кекусин Будо Каратэ России, Киокушин Кэнбукай
- Федерация Кюшо России, IKO Сосай
- Федерация Киокусин России, КВФ
- Федерация Киокушинкай Будо Каратэ, IKO Накамура
- Федерация Киокусин России, World Kyokushin Kaikan
- Федерация Киокушинкайкан Каратэ России, IKO Мацушима

Также на территории России действуют:
- Российская Лига Кёкусин Карате, РЛКК, представляющая Международную организацию Киокушинкай, IKO-4, основатель Тезука Тору[11]
- Всероссийская студенческая Федерация Киокусинкай (создана в 2012 году), тесно сотрудничающая с Российской Лигой Кёкусин Карате (см. выше)
- Федерация Кёкусин Будо-карате России, ФКБР, представляющая Международную организацию Киокушинкай, IKO-3, лидер Ёсикадзу Мацусима
- Организация Независимого Будокай России, ФБР, представляющая Международную организацию независимого Будокай, WIBK, лидер Бернард Кретон

Часть из этих организаций (в частности, Федерация Киокусин России, Российский Союз Кёкусинкайкан карате и др.) являются членами Федерации всестилевого карате России.
Кроме того, часть их указанных организаций (в частности, Ассоциация Киокусинкай России, Федерация Кекушин Карате России, Федерация Кекусинкан карате-до России, Федерация Киокусинкайкан России, Федерация кёкусинкай России и др.) являются членами Российского союза боевых искусств.
Кроме того, в России представлены без образования Федераций Всемирный Союз Кёкусин (KWU, лидеры Ю. Трутнев, Х. Рояма, Л. Холландер, А. Древняк), Организация Сейбукай, Организация Ояма-Сосай (IKO Sosai, лидер Куристина Ояма — дочь Масутацу Оямы), Международный Будокай (IBK, лидер Йон Блюминг), Всемирная организация Кекусин Будокай (WKB, лидер Педро Руис) а также многочисленные родственные стили, организованные бывшими лидерами Кёкусинкай в мире.

## Наименование в русском языке
В русскоязычной среде распространено несколько вариантов названия стиля. Слово «кёкусинкай» — запись оригинального названия согласно правилам русско-японской транскрипции в системе Поливанова, закреплённое и в названии исторически первой организации, начавшей развивать стиль на территории России — Федерации Кёкусинкай СССР и её преемницы — Федерации Кёкусинкай России. Кроме того распространение получили названия, полученные посредством неверной транслитерации с ромадзи слова «kyokushinkai»: «кёкушинкай», «киокушинкай», «кйокушинкай» и др. Ситуация усложняется также и тем, что подобные неверные с точки зрения японско-русской транскрипции термины закрепляются на официальном уровне в названиях организаций, развивающих данный стиль карате в России. Как вид спорта с 2004 года Кёкусинкай закреплён во Всероссийском реестре видов спорта под наименованием «Киокусинкай». В СССР стиль Кёкусинкай был зарегистрирован как официальный вид спорта под названием «Кёкусинкай карате-до».
Написание «кёкусинкай» (через «ё») не соответствует словарной фиксации: согласно Русскому орфографическому словарю РАН (под ред. В. В. Лопатина, О. Е. Ивановой. — 4-е изд., испр. и доп. — М., 2012), корректно написание и произношение кеку́синкай.